# Penalva do Castelo
Penalva do Castelo – miejscowość w Portugalii, leżąca w dystrykcie Viseu, w regionie Centrum w podregionie Dão-Lafões. Miejscowość jest siedzibą gminy o tej samej nazwie.

## Demografia
| Liczba ludności gminy Penalva do Castelo (1801–2011) | Liczba ludności gminy Penalva do Castelo (1801–2011) | Liczba ludności gminy Penalva do Castelo (1801–2011) | Liczba ludności gminy Penalva do Castelo (1801–2011) | Liczba ludności gminy Penalva do Castelo (1801–2011) | Liczba ludności gminy Penalva do Castelo (1801–2011) | Liczba ludności gminy Penalva do Castelo (1801–2011) | Liczba ludności gminy Penalva do Castelo (1801–2011) | Liczba ludności gminy Penalva do Castelo (1801–2011) | Liczba ludności gminy Penalva do Castelo (1801–2011) |
| ---------------------------------------------------- | ---------------------------------------------------- | ---------------------------------------------------- | ---------------------------------------------------- | ---------------------------------------------------- | ---------------------------------------------------- | ---------------------------------------------------- | ---------------------------------------------------- | ---------------------------------------------------- | ---------------------------------------------------- |
| 1801                                                 | 1849                                                 | 1900                                                 | 1930                                                 | 1960                                                 | 1981                                                 | 1991                                                 | 2001                                                 | 2004                                                 | 2011                                                 |
| 7 778                                                | 10 475                                               | 13 742                                               | 13 404                                               | 13 686                                               | 10 172                                               | 9 166                                                | 9 019                                                | 8 768                                                | 7 956                                                |

## Sołectwa
Sołectwa gminy Penalva do Castelo (ludność wg stanu na 2011 r.)
- Antas – 284 osoby
- Castelo de Penalva – 914 osób
- Esmolfe – 417 osób
- Germil – 427 osób
- Ínsua – 2045 osób
- Lusinde – 189 osób
- Mareco – 106 osób
- Matela – 189 osób
- Pindo – 1916 osób
- Real – 263 osoby
- Sezures – 726 osób
- Trancozelos – 269 osób
- Vila Cova do Covelo – 211 osób